# Comuna de Tuchola
Tuchola (polaco: Gmina Tuchola) é uma gminy (comuna) na Polónia, na voivodia de Cujávia-Pomerânia e no condado de Tucholski. A sede do condado é a cidade de Tuchola.
De acordo com os censos de 2007, a comuna tem 19 999 habitantes, com uma densidade 83,5 hab/km².

## Área
Estende-se por uma área de 239,43 km², incluindo:
- área agrícola: 44,10%
- área florestal: 47,33%

## Demografia
Dados de 30 de Junho 2004:
|                      | Total   | Total | Mulheres | Mulheres | Homens  | Homens |
| -------------------- | ------- | ----- | -------- | -------- | ------- | ------ |
|                      | pessoas | %     | pessoas  | %        | pessoas | %      |
| População            | 20 068  | 100   | 10 248   | 51,1     | 9820    | 48,9   |
| Densidade (pop./km²) | 83,8    | 100   | 42,8     | 42,8     | 41      | 41     |

De acordo com dados de 2005, o rendimento médio per capita ascendia a 1711,81 zł.

## Subdivisões
- Bladowo, Kiełpin, Klocek, Legbąd, Mała Komorza, Mały Mędromierz, Raciąż, Rzepiczna, Stobno.

## Comunas vizinhas
- Cekcyn, Chojnice, Czersk, Gostycyn, Kęsowo, Śliwice